# Caius Cornelius Cethegus (sénateur)
Pour les articles homonymes, voir Cornelius Cethegus.
Gaius Cornelius Cethegus, est un homme politique de la République romaine, membre de l’illustre gens des Cornelii.
Malgré ses origines, sa carrière fut médiocre : il embrassa successivement les partis de Marius, de Sylla, de Pompée, et finit par entrer dans la conjuration de Catilina en juin 64 av. J.-C.
Le 3 décembre 63 av. J.-C., il est confondu par le consul Cicéron avec d’autres conjurés grâce à une note incitant les Gaulois Allobroges à se révolter, qu’il avait eu l’imprudence de signer de sa main. Il est arrêté et transféré au temple de la Concorde, puis placé sous la surveillance d’un sénateur intègre, Quintus Cornificius. On découvre chez lui une importante quantité de poignards et d’épées destinés aux conjurés. Après délibération au Sénat et sans jugement légal, il fut étranglé le 4 décembre dans la prison du Tullianum avec ses complices.